# 客家公共傳播基金會
財團法人客家公共傳播基金會，簡稱客傳會，是中華民國公共媒體機構之一，由客家委員會資助，於2019年成立，12月27日正式宣佈營運；目的在經營文化傳播媒體事業，並傳承客家文化教育。目前經營講客廣播電台。

## 歷史
2017年6月15日，客家委員會主任委員李永得表示，講客廣播電台暫由客委會直接經營，未來客家電視台、講客廣播電台將交由客家公共傳播基金會負責經營。
2017年6月16日，客家委員會表示，未來將考慮成立客家公共傳播基金會，以納入客家電視台、講客廣播電臺及相關客家出版品，負責辦理全國性客家公共傳播事項。
2018年1月31日，總統令，修正公布《客家基本法》，第17條規定「政府應捐助設立財團法人客家公共傳播基金會，辦理全國性之客家公共廣播及電視等傳播事項」。
2018年9月13日，行政院會議通過客家委員會草擬的《財團法人客家公共傳播基金會設置條例草案》，李永得表示，目前講客廣播電台屬於客委會，客家公共傳播基金會成立後將直接經營講客廣播電台以達成客家傳播媒體公共化。
2019年1月7日，總統令，制定公布《財團法人客家公共傳播基金會設置條例》，第4條規定講客廣播電台自客家公共傳播基金會成立日起改由該會管理。
2019年6月28日，客家委員會令，訂定發布《財團法人客家公共傳播基金會董事監察人遴聘辦法》，第6條規定客家公共傳播基金會董事及監察人人選「應由客家委員會檢具符合本辦法及其他法規所定資格之名冊，報請行政院院長遴聘之，並送立法院備查」。
2019年9月9日，客家公共傳播基金會董事會選出前客家電視台執行長陳邦畛（陳板）擔任董事長。
2019年10月1日，客家公共傳播基金會於臺灣桃園地方法院登記立案；10月5日，完成辦理稅籍登記、開設基金會專戶等。
2019年10月9日，客家公共傳播基金會第1屆第2次董事及監察人聯席會議，延聘資深媒體人徐智俊擔任第1屆總經理。
2019年12月27日，客家公共傳播基金會於會址舉行公開記者會宣布正式營運，客家委員會主任委員李永得、客家公共傳播基金會董事長陳邦畛、民主進步黨立法委員蔣絜安、桃園市政府秘書長黃治峯、桃園市政府客家事務局局長何明光共同揭牌。客委會表示，客家公共傳播基金會正式營運後，2020年開始的重要任務有：講客廣播電台節目製播、客家電影籌資拍攝、新媒體人才培訓及經營、社區連結（講客社區報、活化社區影像廣播節目策劃、講客進鄉團、深入客庄社區、𠊎講四句七句客比賽等）、國立客家兒童合唱團等。
2020年1月1日，客家公共傳播基金會接手經營講客廣播電臺，但客家電視台未納入客家公共傳播基金會。

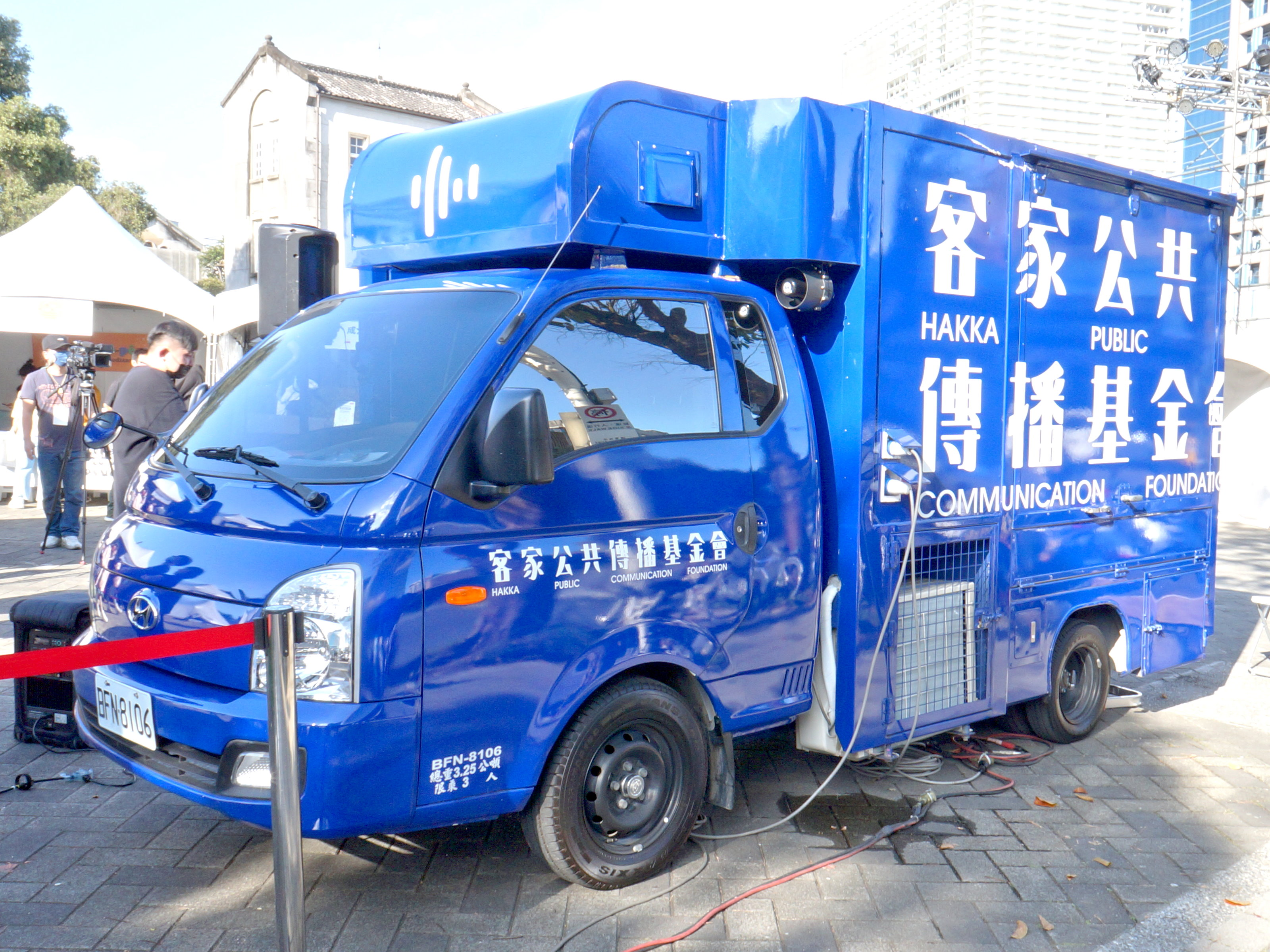
講客號

2021年9月25日，第56屆廣播金鐘獎頒獎典禮，客家公共傳播基金會以現代Porter為基礎建置的行動轉播車「講客號」獲頒創新研發應用獎。
2022年3月，客家公共傳播基金會推出客家新聞網路平台「客新聞」。
2023年6月21日，總統令修正公布《公共電視法》，客家電視台正式成為公共電視文化事業基金會所屬頻道。

## 爭議

### 《元首的憤怒》客家語配音版爭議
2022年5月10日，台灣民眾黨立法委員賴香伶在臉書發文批評，客新聞臉書粉絲專頁用網路迷因影片《元首的憤怒》來宣傳客家糍粑，觸動種族禁忌話題。客家公共傳播基金會向中央通訊社表示，客新聞粉絲專頁發表《元首的憤怒》客家語配音版，內容呈現型態是消遣納粹主義而非「宣揚納粹」；客新聞創作時純粹以消遣片中主角的角度出發，內容並無任何暗示或贊許納粹之意。客傳會表示，何以《元首的憤怒》其他語族版本皆無「宣揚納粹」之意，唯獨挑客語版本硬扣「以平庸的邪惡為樂」之名，對客家族群是否公允，可讓社會公評；對於「其他語族可以，客家卻不可以」，客傳會認為這是「對族群的歧視與壓制」、「客家族群不能與其他語族享有同等的創作權」。
2022年5月11日，中國國民黨立法委員賴士葆表示，全世界都對「納粹」二字很敏感，客家委員會出資的客家公共傳播基金會卻一副無所謂的樣子。民主進步黨立法委員許智傑表示，「納粹本來就是世界上一個非常慘痛的經驗，這個宣傳都不太恰當；所以希望，客委會這邊可以做修改的，要趕快修改」。文化部部長李永得表示，客傳會應該避免爭議，「不只是節目，小編也必須要遵守」。中國文化大學廣告學系教授鈕則勳表示，客新聞身為政府出資的基金會下面的媒體平台，就應該發想更大的創意、而不是炒作爭議。
2022年5月13日，前中央通訊社日內瓦特派員「Ingsing」周盈成表示，《元首的憤怒》客家語配音版是政府出資的單位所做，外界觀看角度較嚴肅、要求較高並不過分；客家公共傳播基金會第一時間發布的聲明稿擺出一副受害族群姿態、指控反對意見是對客家人的歧視與壓制，這是誤導，完全沒道理。周盈成說，客傳會反應如此失焦，是「國家級的」藉族群大義行情緒勒索，「要說『撕裂族群』，這就是了」。
2022年6月1日，客家公共傳播基金會發布聲明稿稱，經客傳會第1屆第33次董事及監察人聯席會議討論，董事長陳邦畛決定即日起下架《元首的憤怒》客家語配音版。聲明稿稱，客傳會將善盡客新聞的內容品質把關責任，強化內部自律監督機制，落實內部教育訓練，訂定新聞自律公約，也將邀請外部公民團體代表成立「新聞自律委員會」以強化與社會各界的多元對話。

## 組織背景

### 組織架構
- 董事會
- 監事會
  - 董事長
    - 總經理

### 所屬媒體
- 講客廣播電臺
- 客新聞

### 董事會
- 董事長：陳邦畛（陳板）

- 第一屆董事：古秀妃、吳中杰、陳志勇、陳邦畛、張典婉、張芳慈、黃心健、彭莉惠、曾瀚霖、詹佩芬、廖清祥、鍾寶珠、羅世宏、廖文琪、林昌明
- 監察人：張國城、陳秀琪（常務監察人）、劉志忠

- 第二屆董事：陳邦畛、李慧宜、張典婉、陳美禎、黃瑞香、黃菊芳、李明璁、廖清祥、鍾寶珠、彭明輝、利明献、廖永源、呂紹嘉、廖文琪、徐英瑞
- 監察人：劉志忠（常務監察人）、陳意玲、邱吉均

### 管理團隊
- 董事長：陳邦畛（陳板）
- 總經理：莊勝鴻
- 公共服務部經理：施懿倫
- 行政管理部經理：戴珮如
- 編輯部採訪主任：何柏均
- 企劃組組長：廖文琪
- 節目組組長：謝國玄
- 工程組組長：涂志豪

### 講客三分鐘新聞主播
- 新聞主播：花蓮瑞穗黃盛源 （页面存档备份，存于）（海陸）
- 新聞主播：桃園平鎮黃于娟 （页面存档备份，存于）（四縣）
- 新聞主播：苗栗西湖蘇佑昇 （页面存档备份，存于）（海陸）
- 新聞主播：新竹竹東羅盛滿 （页面存档备份，存于）（海陸）
- 新聞主播：臺中東勢宋涵葳 （页面存档备份，存于）（大埔）
- 新聞主播：苗栗市江芮敏 （页面存档备份，存于）（四縣腔）
- 新聞主播：南投縣王于郡 （页面存档备份，存于）（四縣腔）
- 新聞主播：高雄美濃朱品諭 （页面存档备份，存于）（四縣腔）
- 新聞主播：苗栗三灣陳惠亭[]（四縣腔）
- 新聞主播：新竹竹東戴君儒 （页面存档备份，存于）（海陸腔）

## 外部連結
- 官方网站 （繁體中文）
- 客家公共傳播基金會的Facebook專頁 （繁體中文）

講客廣播電台
- 講客廣播電台官方網站 （繁體中文）
- 講客廣播電台的Facebook專頁 （繁體中文）

客新聞
- 客新聞官方網站 （繁體中文）
- 客新聞 HakkaNews的Facebook專頁 （繁體中文）
- 客新聞 HakkaNews的Instagram帳戶 （繁體中文）
- YouTube上的發啦嗶啵頻道 （繁體中文）